# Jean Maillart (échevin de Paris)
Pour les articles homonymes, voir Jean Maillard et Maillard.
Jean de Maillard, seigneur de Bellesbat, de Lhéri et de Coupvray, est un personnage clé de la rébellion de 1358 des Parisiens contre le dauphin Charles, futur Charles V, car il est le premier bourgeois à s'opposer en public à Étienne Marcel, le chef de cette rébellion.

## Rôle historique bref mais crucial

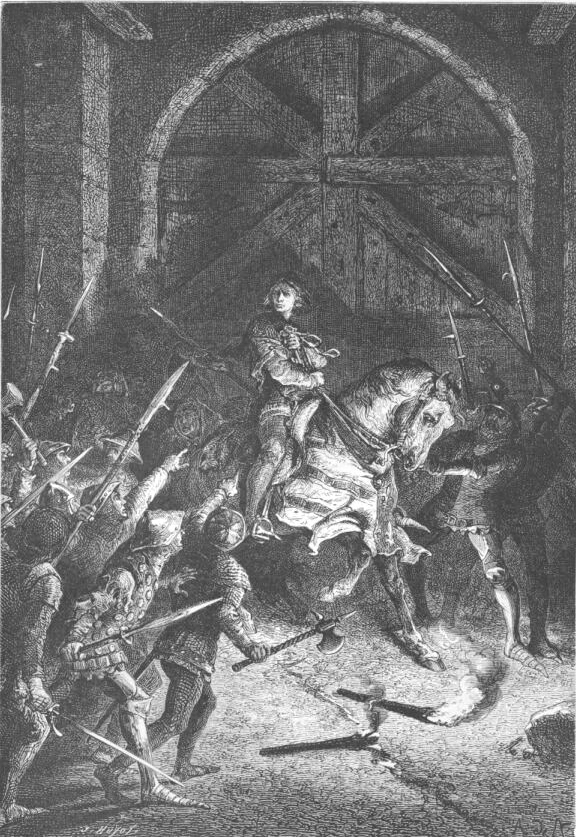
Arrestation du prévôt Étienne Marcel par Jean Maillard.

Jean Maillart est le fils de Jean Maillart et de Louise de Marly. En 1358, Jean Maillard, drapier aisé, est un des échevins de Paris. Il a été nommé à ce poste par les bourgeois de la ville. Il est le chef du quartier de la porte Saint-Denis. Il est marié à Jacqueline Pisdoe puis à Isabelle Le Cocq, toutes deux issues d'une famille de prévôts des marchands de Paris. 
Tout d'abord proche d'Étienne Marcel, il s'en éloigne ensuite et s'oppose à lui à la porte Saint-Denis quand il le devine prêt à livrer Paris à Charles le Mauvais. La décision de cet échevin marque un tournant dans la rébellion. Le 31 juillet 1358, à l’aube, Étienne Marcel, qui se trouve en compagnie du trésorier de Charles de Navarre, essaye de se faire remettre les clefs de la porte Saint-Denis mais se heurte au refus de Maillard. N’insistant pas, il tente sa chance à la porte Saint-Antoine, mais Maillard a sonné l’alerte et rameute, rue Saint-Antoine, le plus de gens possible : Étienne Marcel, surpris, est sommé de crier « Montjoie au roi et au duc ! » Après hésitation, il s’écrie « Montjoie au roi ! » Il est apostrophé, la foule gronde. Son sort est déjà scellé : au signal convenu (« Qu’est-ce que ceci ? »), il est massacré avec ses suivants.
Avec l'aide de Jehan Pastoret, président du Parlement de Paris, Jean Maillard contribue à replacer Paris sous l'autorité du dauphin Charles. Il prend ainsi le parti opposé à celui de la famille de sa femme, dont l'un des membres, Martin Pisdoe, va se porter au Louvre après la mort d'Étienne Marcel pour tenter d'assassiner le Dauphin.

## Traité de Brétigny
Le 1er mai 1360, Jean de Maillard est présent auprès du régent pour le traité de Brétigny.